# Спарта-Щёлково
МФК «Спарта-Щёлково» Московская область — российский мини-футбольный клуб из Щёлкова, представляющий всю Московскую область. Основан в 1992 году. Высшее достижение в чемпионатах России по мини-футболу — 2 место в сезоне 2004/05. Из-за финансовых проблем клуб начал сезон 2009/10 в Высшей лиге, хотя по итогам предыдущего чемпионата стал пятым клубом страны. Летом 2012 года МФК «Спарта-Щёлково» прекратил своё существование.

## Названия
- 1992 — АСКО
- 1993—1997 — Щёлково
- 1997—2002 — Спартак (Щёлково)
- 2003—2009 — Спартак-Щёлково (Московская область)
- 2010—2012 — Спарта-Щёлково (Московская область)

## История
В 1992 году в Щёлкове была создана мини-футбольная команда из местных футболистов, тогда же взявшая старт в дивизионе «Б» Первой лиги. Поначалу она называлась «Аско», затем — «Щёлково». В 1997 году было принято решение о включении МФК «Щёлково» в структуру щёлковского футбольного клуба «Спартак». По окончании сезона щёлковцам удалось повыситься в классе, и следующие четыре года они выступали в дивизионе «А» Первой лиги. В сезоне 2001/02 им удалось пробиться в элиту российского мини-футбола.
В дебютном сезоне «Спартак» занял 12 место, не сумев пробиться в плей-офф. Однако, в сезоне 2003/04 он показывают уже седьмой результат и пробивается в финал кубка России по мини-футболу, где уступает московскому «Динамо». А следующий сезон стал для команды и вовсе самым успешным в её истории — к серебру чемпионата они добавляют победу в кубке России, добытую в финале против того же «Динамо».
В сезоне 2005/06 щёлковцы взяли бронзовые медали, после чего в тройку сильнейших команд страны больше не пробивались, а летом 2009 года и вовсе покинули Суперлигу из-за финансовых проблем. Чуть позже из-за конфликта с МФСО «Спартак» они ещё и потеряли своё название, в результате чего стали называться «Спарта-Щёлково». Проведя три сезона в Высшей лиге, летом 2012 команда была расформирована.

## Выступления в чемпионатах России

«Спартак-Щёлково» — обладатель кубка России 2004-05

| Сезон     | Лига                  | Занятое место                    |
| --------- | --------------------- | -------------------------------- |
| 1992-1993 | Первая лига «Б» (III) | 21                               |
| 1993-1994 | Первая лига «Б» (III) | 13                               |
| 1994-1995 | Первая лига «Б» (III) | 18                               |
| 1995-1996 | Первая лига «Б» (III) | 19                               |
| 1996-1997 | Первая лига «Б» (III) | 7                                |
| 1997-1998 | Первая лига «Б» (III) | 2 (2 в финальном турнире)        |
| 1998-1999 | Первая лига «А» (II)  | 7                                |
| 1999-2000 | Первая лига «А» (II)  | 7                                |
| 2000-2001 | Первая лига «А» (II)  | 5                                |
| 2001-2002 | Первая лига «А» (II)  | 3                                |
| 2002-2003 | Высшая лига (I)       | 12 место в регулярном чемпионате |
| 2003-2004 | Суперлига (I)         | 7                                |
| 2004-2005 | Суперлига (I)         | 2                                |
| 2005-2006 | Суперлига (I)         | 3                                |
| 2006-2007 | Суперлига (I)         | 5                                |
| 2007-2008 | Суперлига (I)         | 7                                |
| 2008-2009 | Суперлига (I)         | 5 ( Финансовые проблемы)         |
| 2009-2010 | Высшая лига (II)      | 2                                |
| 2010-2011 | Высшая лига (II)      | 11                               |
| 2011-2012 | Высшая лига (II)      | 12 ( Расформирован)              |

## Достижения
- Обладатель Кубка России по мини-футболу : 2004-05

## Известные игроки
| - Анатолий Бадретдинов - Николай Безрученко - Биро Жаде - Максим Бодренко - Виталий Бужор - Роман Главатских - Константин Душкевич - Алексей Евтеев - Дмитрий Ерёмин - Геннадий Ионов - Кака |  | - Сергей Коридзе - Алексей Кудлай - Сергей Пономарёв - Андрей Попков - Алексей Степанов - Сергей Сытин - Андрей Ткачук - Максим Филиппов - Алексей Формин - Андрей Шабанов - Николай Широченков |